# جفری سیمپسون
جفری سیمپسون (انگلیسی: Geoffrey Simpson) فیلم‌بردار اهل استرالیا است.

## فیلم‌شناسی
- ۱۹۸۱: Centrespread
- ۱۹۸۶: Playing Beatie Bow
- ۱۹۸۷: Jilted
- ۱۹۸۸: Boundaries of the Heart
- ۱۹۸۸: The Navigator: A Medieval Odyssey
- ۱۹۸۹: Celia
- ۱۹۹۰: Till There Was You
- ۱۹۹۰: کارت سبز
- ۱۹۹۱: گوجه فرنگی سبز سرخ شده
- ۱۹۹۲: آخرین روزهای شه نو
- ۱۹۹۳: آقای شگفت‌انگیز
- ۱۹۹۴: جنگ
- ۱۹۹۴: زنان کوچک
- ۱۹۹۶: درخشیدن
- ۱۹۹۶: Some Mother's Son
- ۱۹۹۷: اسکار و لوسیندا
- ۱۹۹۹: زندگی
- ۲۰۰۰: Center Stage
- ۲۰۰۱: Glitter
- ۲۰۰۲: سیاه و سفید
- ۲۰۰۳: Paradise Found
- ۲۰۰۳: زیر آفتاب توسکانی
- ۲۰۰۶: آخرین تعطیلات
- ۲۰۰۷: Romulus, My Father
- ۲۰۰۸: The Tender Hook
- ۲۰۱۱: The Dragon Pearl
- ۲۰۱۱: زیبای خفته
- ۲۰۱۲: جلسه‌ها
- ۲۰۱۲: Satellite Boy